# La Richardais
Richardais (bret. Kerricharzh-an-Arvor) – miejscowość i gmina we Francji, w regionie Bretania, w departamencie Ille-et-Vilaine.
Według danych na rok 1990 gminę zamieszkiwało 1801 osób, a gęstość zaludnienia wynosiła 574 osoby/km² (wśród 1269 gmin Bretanii Richardais plasuje się na 351. miejscu pod względem liczby ludności, natomiast pod względem powierzchni na miejscu 1070.).